# Ventolin (EP)
Pour les articles homonymes, voir Ventolin (homonymie).
 (septembre 2007).
Si vous disposez d'ouvrages ou d'articles de référence ou si vous connaissez des sites web de qualité traitant du thème abordé ici, merci de compléter l'article en donnant les références utiles à sa vérifiabilité et en les liant à la section « Notes et références ».
Albums de The Aphex Twin
(Richard D. James)
Classics
(1995) ...I Care Because You Do
(1995)
Ventolin est un maxi de musique électronique de Richard D. James, paru sous son alias d'Aphex Twin. Il est sorti le 27 mars 1995 sur le label Warp Records. Il est accompagné d'un maxi de remixes intitulé Ventolin Remixes.

## Détails
« Ventolin » est le nom de marque anglais du salbutamol, un médicament prescrit pour le traitement de l'asthme (« ventoline », en français). James étant lui-même asthmatique, il a tenté de reproduire musicalement les sensations que provoque une crise d'asthme. Un effet secondaire de la ventoline est un acouphène, un sifflement aigu perçu dans les oreilles. James a utilisé cet effet dans « Ventolin », incorporé un bourdonnement aigu pendant le morceau. La musique fait également usage d'un beat techno fortement distordu. Le résultat a été cité comme « l'un des morceaux les plus abrasifs jamais enregistrés ».
En 1995, Warp Records édita le single au Royaume-Uni, sur vinyle 12" ou CD, en deux parties : Ventolin et Ventolin Remixes. Au total, ces deux maxis comportent douze versions différentes de « Ventolin ». Aux États-Unis, l'édition de Sire Records combine toutes ces pistes sur un unique CD.
Bien que ces douze versions soient titrées comme des remixes, elles semblent dans la plupart des cas être des morceaux presque intégralement différents, n'ayant qu'une relation distante avec l'original.
Le design des pochettes, conçu par Dan Parks, représente une tête humaine et d'un torse à la manière des dessins anatomiques de la Renaissance, ainsi qu'un inhalateur et le logo d'Aphex Twin.
« Ventolin » fut repris dans l'album suivant d'Aphex Twin, ...I Care Because You Do et intitulé « Ventolin (video version) ». Un clip fut produit pour accompagner le morceau ; il met en scène une femme coincée dans un ascenseur et des inserts d'autres images.
« Ventolin (Praze-An-Beeble mix) » se conclut par des samples de la mère de James, Lorna, riant, tandis que « Ventolin (Marazanvose mix) » se termine par un enfant comptant en néerlandais mixé avec des sons manipulés d'animaux. La fin de « Ventolin (Crowsmengegus mix) » utilise un synthétiseur vocal entonnant un toast à une liste de noms (« Respect going out to... »), à la façon d'un MC, tous ces noms étant des collaborateurs de James. Cette « Respect List » sera par la suite éditée sous une piste à part entière sur la compilation 51/13 Singles Collection.

## Titres
Les remixes, suivant une habitude de James, sont titrées d'une façon obscure voire étrange. En réalité, la plupart sont des noms de lieux de Cornouailles, la région dont James est originaire :
- Praze-An-Beeble, Marazanvose, Carharrack et Probus sont des villages de Cornouailles.
- Une auberge de Coppice existe dans la ville de Redruth.
- Plain-An-Gwarry est un toponyme de Cornouailles, ainsi qu'un terme générique désignant un amphithéâtre médiéval utilisé pour le sport ou le théâtre.

Les autres titres font référence à la ventoline : « asthma beats » (« battement d'asthme »), « wheeze » (« sifflement », un symptôme de l'asthme) et « Salbutamol ».

## Pistes

### Ventolin
1. « Ventolin (Salbutamol Mix) » — 5:43
2. « Ventolin (Praze-An-Beeble Mix) » — 3:21
3. « Ventolin (Marazanvose Mix) » — 2:10
4. « Ventolin (Plain-An-Gwarry Mix) » — 4:38
5. « Ventolin (The Coppice Mix) » — 4:36
6. « Ventolin (Crowsmengegus Mix) » — 5:52 (inclut à la fin « Respect List », édité à part sur d'autres éditions)

### Ventolin Remixes
1. « Ventolin (Wheeze Mix) » — 7:14
2. « Ventolin (Carharrack Mix) » — 2:54
3. « Ventolin (Probus Mix) » — 4:15
4. « Ventolin (Cylob Mix) » — 5:06 (remix de Cylob)
5. « Ventolin (Deep Gong Mix) » — 6:21 (remix de Luke Vibert)
6. « Ventolin (Asthma Beats Mix) » — 1:40

### Édition américaine
1. « Ventolin (Salbuamol Mix) » — 5:44
2. « Ventolin (Praze-An-Beeble Mix) » — 3:22
3. « Ventolin (Marazanvose Mix) » — 2:10
4. « Ventolin (Plain-An-Gwarry Mix) » — 4:42
5. « Ventolin (The Coppice Mix) » — 4:37
6. « Ventolin (Crowsmengegus Mix) » — 5:14
7. « Respect List » — 0:39
8. « Ventolin (Wheeze Mix) » — 7:07
9. « Ventolin (Carharrak Mix) » — 2:49
10. « Ventolin (Probus Mix) » — 4:13
11. « Ventolin (Cylob Mix) » — 5:02 (remix de Cylob)
12. « Ventolin (Deep Gong Mix) » — 6:17 (remix de Luke Vibert)
13. « Ventolin (Asthma Beats Mix) » — 1:40